# Cristòfol Massó i Escofet
Cristòfol Massó i Escofet (Barcelona, 16 de setembre de 1882 - Barcelona, 15 de febrer de 1965) fou un economista català.

## Biografia
Cristòfol Massó va néixer al carrer Passatge Fortuny de Barcelona, fill de Cristòfol Massó i Artigas, de Sant Pere de Ribes, i d'Adela Escofet i Trias, natural de Vilanova i la Geltrú.
Es va llicenciar en Filosofia i Lletres i Dret per la Universitat de Barcelona i es va doctorar en Dret per la Universitat de Madrid.
Va casar-se amb Pilar Riu i Periquet, germana d'Emili Riu i Periquet, amb el que mantindria una estreta relació en l'àmbit dels seus negocis hidroelèctrics i editorials.

## Economista
Va rebre la influència d'Antonio Flores de Lemus quan aquest era catedràtic d'Economia Política a la Universitat de Barcelona (1904). El 1916 al costat d'altres economistes va col·laborar en la sortida i elaboració de la Revista Nacional d'Economia fundada per Emili Riu, que va ser un vehicle fonamental en l'estudi i difusió de l'ideari del nacionalisme econòmic espanyol.
El 1917 va prendre part com a ponent en el Segon Congrés d'Economia Nacional. Va ser president de la Societat d'Estudis Econòmics de Barcelona, professor de l'Escola d'Indústries Elèctriques i d'Estudis Comercials de la Diputació de Barcelona i acadèmic numerari de l'Acadèmia de Jurisprudència i Legislació de la mateixa ciutat. Va ser autor de llibres sobre economia i també sobre la legislació d'aigües, com el Tratado de la legislación de aguas públicas y privadas: coméntarios a los preceptos de la Ley de Aguas, a la legislación complementaria y a la Jurisprudencia juntament amb Rafael Gay de Montellà el 1948.

## Activitats de negocis

### Concessions d'aprofitament hidràulic
Al marge de la seva activitat acadèmica, és la persona a nom de la qual es compraren els drets d'aprofitament hidroelèctric de rius del Pirineu dels quals el seu cunyat, el polític Emili Riu promocionava la seva explotació. Ja des de ben aviat, en el 1904, intentà comprar els drets a utilitzar íntegrament les aigües del riu Noguera de Vallferrera a Tírvia, amb l'objectiu d'instal·lar l'enllumenat elèctric al poble.
Molt més important va ser la compra de la concessió per l'aprofitament de 2.500 litres per segon de les aigües de la capçalera del riu Flamisell, publicada al Boletín Oficial de la província de Lleida l'1 d'abril de 1911, així com la regulació dels estanys de Cabdella. També va adquirir a Jaume Espot les aigües de llacs i fonts de la Muntanya de Rus el 25 de gener de 1912.
Des del 14 de desembre de 1911 Cristòfol Massó també era titular de les concessions dels rius aranesos d'Aiguamòg, Valarties i Rencules, que posteriorment farien possible les centrals hidroelèctriques d'Arties i Aiguamoix. Un any després les va vendre al seu cunyat Emili Riu, qui per la seva part les va revendre el 1923 a la Sociedad Productora de Fuerzas Motrices juntament amb la resta de concessions de les quals n'era titular.

### Soci d'Energia Elèctrica de Catalunya
El 18 de novembre de 1911 es va constituir a Barcelona la societat Energia Elèctrica de Catalunya amb un capital de 10 milions de pessetes. Els socis capitalistes eren la societat Compagnie Générale d'Électricité amb un 47% de les accions i la Société Suisse d'Industries Éléctriques amb un 33%. El tercer accionista en importància era Cristòfol Massó amb un 13%; la seva aportació no fou dinerària, sinó a canvi de dues concessions d'aprofitament hidroelèctric; la seva aportació passà a favor d'Energia Elèctrica de Catalunya el 26 d'agost de 1916.
La resta del capital es distribuïa entre el promotor de la iniciativa, Emili Riu amb un mer 3%, i un conjunt de directius de les societats fundadores amb un 2%.
Cristòfol Massó també fou qui féu les compres de les expropiacions de terres en nom d'Energia Elèctrica de Catalunya, per construir la central hidroelèctrica de Capdella, així com el campament dels obrers, la cambra d'aigües i la resta d'edificacions i equipaments necessaris.
Les concessions d'aprofitament hidroelèctric que aportà a Energia Elèctrica de Catalunya també permeteren la construcció de la central hidroelèctrica de Molinos.

### Soci de Productora de Fuerzas Motrices
L'agost de 1916 Energia Elèctrica de Catalunya va arribar a un acord amb Emili Riu perquè aquest construís la central de la Pobla de Segur a la conca del Flamisell, venent tota la producció a Energia Elèctrica de Catalunya i amb l'opció de comprar la central. Ràpidament, Emili Riu va constituir el 5 d'abril de 1917 la Sociedad Productora de Fuerzas Motrices,. La Caixa d'Estalvis Municipal de Bilbao era el principal soci capitalista de referència, encara que la major part del capital fos subscrit per un grup d'accionistes de Barcelona, entre els quals hi havia Cristòfol Massó.
Formaven el Consell d'Administració el president, Emili Riu, que va ser-ho fins a la seva mort el 1928; el vicepresident, Benito Marco Gardoqui i com a vocals Cristòfol Massó i Escofet, Pere Corominas, Luis de Aranguren i Antonio P. Sasia. L'agost de 1918 Daniel Riu i Periquet, germà d'Emili, també ja formava part del consell d'administració.